# Тогульський район
Тогу́льський район (рос. Тогульский район) — район у складі Алтайського краю Російської Федерації.
Адміністративний центр — село Тогул.

## Історія
Район утворений 1924 року.

## Населення
Населення — 7580 осіб (2019; 8478 в 2010, 10450 у 2002).

## Адміністративний поділ
Район адміністративно поділяється на 5 сільських поселень (сільрад):
| Поселення                     | Площа, км² | Населення, осіб (2002) | Населення, осіб (2010) | Населення, осіб (2019) | Центр        | Населені пункти |
| ----------------------------- | ---------- | ---------------------- | ---------------------- | ---------------------- | ------------ | --------------- |
| Антипинська сільська рада     | 307,76     | 2166                   | 1860                   | 1675                   | Антипино     | 3               |
| Новоіушинська сільська рада   | 148,03     | 672                    | 414                    | 340                    | Новоіушино   | 1               |
| Старотогульська сільська рада | 899,47     | 1765                   | 1287                   | 1031                   | Старий Тогул | 3               |
| Тогульська сільська рада      | 517,04     | 5503                   | 4694                   | 4362                   | Тогул        | 4               |
| Топтушинська сільська рада    | 132,34     | 344                    | 223                    | 172                    | Топтушка     | 1               |

- 2008 року ліквідована Шуміхинська сільська рада, територія увійшла до складу Тогульської сільради[4].
- 2010 року ліквідовані Верх-Коптельська сільська рада та Уксунайська сільська рада, території увійшли до складу Старотогульської сільради[5].

## Найбільші населені пункти
Нижче подано список населених пунктів з чисельністю населенням понад 1000 осіб:
| № | Населений пункт | Населення, осіб (2002) | Населення, осіб (2010) |
| - | --------------- | ---------------------- | ---------------------- |
| 1 | Тогул           | 4976                   | 4349                   |
| 2 | Антипино        | 1583                   | 1423                   |
| 3 | Старий Тогул    | 1275                   | 1077                   |